# 方彝 (员外郎)
方彝（？—？），字以常，號園隱，杭州人，元末明初政治人物，明初十才子之一。

## 生平
方彝在元末時任员外郎，张士诚部下潘原明派遣他向李文忠請降。此外，方彝生平常與另一文士张羽交遊。